# Петер, Даниэль
Даниэль Петер (1836—1919) — швейцарский производитель шоколада, предприниматель, шоколатье.

## Жизнь
Даниэль Петер родился 9 марта 1836 года в селе Мудон на западе Швейцарии. Уже в 19 лет он начал преподавать латинский язык своим ровесникам по причине заболевания своего учителя. Летом 1852 Петер работал в магазинчике, где продавали продукты. Владельцем магазинчика была вдова мадам Климент, которой заодно принадлежал свечный завод. Четыре года спустя Даниэль вместе с братом Жульеном работали свечными мастерами в Веве на ранее упомянутом заводе. Вскоре спрос на свечи упал из-за введения доступных на то время керосиновых ламп.

## Карьера
После введения керосина в Швейцарии Петер терпит убытки от продажи свеч и решается уйти в перспективное производство шоколада. Некоторое время спустя Петер знакомится со своим соседом выходцем из Германии Анри Нестле, который создал молочную муку и добавлял её в детское питание. Юный швейцарский предприниматель решается ввести на рынок продуктов новую разработку. Чтобы привлечь больше покупателей, он добавляет в привычный шоколад молочную муку. Но всё заканчивается неудачно — появляется плесень. В поисках того, что сможет завоевать рынок, Даниэль Петер находит пастеризованный продукт, который не портился. Даниэль говорил, что молоко должно быть задействовано для его нового дела, и поставлять его надо в больших количествах. Он ожидал больших заказов. Швейцарец добавил сгущённое молоко, ранее изготовленное Нестле, в шоколад. Таким образом получился молочный шоколад, который стал популярен и завоевал рынок Западной Европы.

## Смерть
Петер умер 4 ноября 1919 года.